# Laykyun Setkyar
Laykyun Setkyar é a terceira estátua mais alta do mundo, com 116 metros de altura. Esta estátua de Sidarta Gautama está sobre um trono de 13,5 metros, localizada na aldeia de Khatakan Taung, perto Monywa, Mianmar. A construção começou em 1996 e foi concluída em 21 de fevereiro de 2008. Foi construída pelo Abade Superior Ven. Narada, que morreu em 22 de novembro de 2006.